# 島津忠之
島津 忠之（しまづ ただゆき）は、戦国時代の武将。赤松氏の家臣。播磨島津氏16代当主。

## 生涯
島津忠長の長男。天文3年（1534年）、父・忠長が朝日山の合戦で戦死すると、播磨島津氏の本領である播磨国布施郷・下揖保庄は、一時、欠所となっていたと考えられるが、天文23年（1554年）12月27日、忠之は赤松晴政の奉行・難波泰興によって、布施郷・下揖保の地頭職を返付されている（『和泉屋四郎左衛門所持文書』）。
忠之は永禄12年（1569年）に赤松政秀と小寺政職とが戦った青山合戦に参戦して討死したと伝えられる。また天正3年（1575年）に小寺政職と戦って戦死した島津新九郎を忠之と同一人物とする説も存在するが、そのことを裏付ける史料はない。いずれにせよ、赤松氏側であった新九郎は小寺勢と戦い、敗死したものであろう。

## 稲岡神社
青山合戦での戦死者は相当な数であったようで、青山の人々は戦死者を稲岡山南麓の稲岡神社（現在の兵庫県姫路市）にて、稲岡大明神として祀ったという。播磨島津氏21代当主・島津良久によれば、青山の人々は9月15日に祭りを毎年催して、霊を慰めたという。稲岡山（標高68.3m）は、『播磨国風土記』でいう十四丘のひとつ「稲牟礼丘」（いなむれおか）で、古墳時代中期の前方後円墳でもある。稲岡神社は、柿本人麻呂が滞在したことが知られている神社で、摂社に人丸神社（祭神は柿本人麻呂公）がある。